# 香港海圖基準面
香港海圖基準面（香港海圖深度基準面）是天文潮汐觀測所定的最低潮面。自1917年以來，香港海圖基準面一直用作潮汐表的零點。香港海圖基準面位於「平均海面」之下約1.38米，或香港主水平基準之下0.146米。